# Zsolt Korcsmár
Zsolt Korcsmár (født 9. januar 1989) er en ungarsk professionel fodboldspiller, der er for tiden spiller for den danske superligaklub FC Midtjylland, hvortil han kom i sommeren 2017. Han har tidligere spillet i blandt andet Újpest FC, SK Brann og Greuther Fürth, og han spiller desuden på det ungarske fodboldlandshold.